# David DePatie
David Hudson DePatie (Los Ángeles, 24 de diciembre de 1929-Gig Harbor, 23 de septiembre de 2021) fue un productor, animador y escritor de cine y televisión estadounidense. Fue el último ejecutivo a cargo del estudio original de dibujos animados Warner Bros. Junto a Friz Freleng formó la productora DePatie-Freleng Enterprises y fue productor ejecutivo en Marvel Productions.

## Biografía
Trabajó con Friz Freleng para crear al personaje animado conocido como La pantera rosa, pensado originalmente para los créditos de la película de 1963 La pantera rosa, protagonizada por Peter Sellers. Al igual que Freleng, trabajó en series animadas de Warner Bros como Spiderman (1981-1982), o The Incredible Hulk (1982-1983). Con el éxito de La pantera rosa, DePatie y Freleng formaron DePatie-Freleng Enterprises, produciendo varios cortometrajes animados incluyendo una serie de La pantera rosa para cine y luego televisión en los años 1960 y 1970, la cual fue distribuida por United Artists. En 1964 ganó un premio Oscar al mejor Cortometraje animado con el film The Pink Phink, siendo la primera vez en la historia que un estudio gana un premio Oscar con su cortometraje animado debutante.
Además produjeron una serie del Coyote y el Correcaminos para Warner Bros. En total, DePatie-Freleng realizaron 14 episodios del Correcaminos, dos de los cuales fueron dirigidos por Robert McKimson.
Tras el éxito del especial de televisión El Grinch: el cuento animado, producido en 1966 por Chuck Jones para MGM, DePatie y Freleng produjeron una serie de especiales para televisión basados en otras historias de Dr. Seuss, incluyendo The Lorax y The Cat in the Hat.
DePatie-Freleng Enterprises también produjo otros programas animados como Super 6, Super President, Here Comes The Grump y The Pink Panther Show con personajes como El Inspector (basado en el personaje de Peter Sellers), la hormiga y el oso hormiguero y Mister Jaw, junto a otros emitidos por NBC.

## Premios y distinciones
Premios Óscar
| Año  | Categoría                  | Película           | Resultado |
| ---- | -------------------------- | ------------------ | --------- |
| 1965 | Mejor cortometraje animado | The Pink Phink     | Ganador   |
| 1967 | Mejor cortometraje animado | The Pink Blueprint | Nominado  |